# Werner Winkler
Werner Winkler (Waldheim, 27 december 1913 - Oost-Berlijn, 10 september 1964) was een Duits scheikundige en politicus voor de SED. Winkler was minister voor chemische industrie in de DDR.
Winkler studeerde scheikunde en promoveerde in 1940 in Leipzig met het proefschrift Über Permanganate als Oxydationsmittel und über das o-Diacetylbenzol. Aansluitend werkte hij als scheikundige in Berlijn en Saksen. Van 1931 tot 1945 was Winkler lid van de NSDAP. 
Na de oorlog werd Winkler lid van de SED en maakte carrière in de DDR. Van 1953 tot 1956 was hij staatssecretaris en vervolgens plaatsvervangend minister voor chemische industrie. Daarna was hij tot 1958 minister voor chemische industrie. Tussen 1958 en 1963 leidde hij afdeling chemie binnen de Staatliche Plankommission en was hij plaatsvervangend voorzitter van deze planningscommissie. Van 1961 tot 1963 was hij voorzitter van de permanente commissie voor de chemische industrie in de Comecon.
- International Standard Name Identifier: 0000 0004 5287 9280
- Library of Congress Control Number: n83825433
- Virtual International Authority File: 3144782926710300293
- WorldCat: E39PBJpYvmWBWmF7BHk4m9qPcP